# Liu Hong
Kaiser Houshao von Han (chinesisch 漢後少帝) oder Liu Hong (* als Liu Shan; † 180 v. Chr.) war der vierte Kaiser der Han-Dynastie in China. Weil er nur ein Marionettenkaiser war, wird er in Listen der Han-Kaiser oft ausgelassen. Sein Vater war Kaiser Hui, seine Adoptivmutter Kaiserin Zhang Yan. Die Identität seiner leiblichen Mutter ist umstritten; sie wurde auf Betreiben der Kaiserinmutter Lü Zhi und der Kaiserin Zhang Yan umgebracht.
Einzelheiten über Kaiser Houshaos Leben und Persönlichkeit sind weitgehend unbekannt. Nur wenige wichtige Ereignisse seiner Zeit sind überliefert, und nicht einmal sein Geburtsjahr ist bekannt. Sein Vater Kaiser Hui starb im Jahr 188 v. Chr., und sein Bruder Liu Gong folgte ihm als Kaiser Qianshao auf den Thron. Liu Hong wurde im Jahr 187 zum Marquis von Xiangcheng ernannt. Nach dem Tod seines Bruders Liu Buyi (劉不疑), Prinz von Hengshan, erbte er dessen Titel, und sein Name wurde zu Yi geändert. Wahrscheinlich hielt man es für ungehörig, dass der Rufname im Titel enthalten war. Der Grund für die spätere Namensänderung zu Hong ist nicht bekannt.
Kaiseringroßmutter Lü Zhi erkrankte im Herbst 180 und starb. Kaiser Houshao war jedoch immer noch fest in der Macht der Lü-Familie. So legte auch der Letzte Wille der Kaiseringroßmutter fest, dass der Kaiser ihre Großnichte Lü heiratete und zur Kaiserin erhob. Die Beamten am Kaiserhof verschworen sich bald gegen die Lü-Familie und vernichteten sie unter der Führung von Chen Ping (陳平) und Zhou Bo (周勃) in einem Überraschungsangriff. Anschließend kamen die Beamten in einer Konferenz überein, dass keiner der leiblichen Söhne des Kaisers Hui tatsächlich einer war. Weil sie fürchteten, dass eines dieser Kinder später Rache für die Lü-Familie üben würde, beschlossen sie, einen neuen Kaiser einzusetzen. Nach einigem Beratschlagen einigten sie sich auf Kaiser Houshaos Onkel Liu Heng, den Prinzen von Dai. Der erkorene Nachfolger langte bald in der Hauptstadt Chang’an an, wo er zum Kaiser erklärt wurde. Kaiser Houshao wurde kurzerhand abgesetzt. Zunächst verbannte ihn sein Vetter Liu Xingju (劉興居) beinahe aus dem Palast und ließ ihn dann im Ministerium für die Palastversorgung bleiben. Die kaiserliche Wache fügte sich erst nach einiger Zeit dem Willen der Beamten. Noch im selben Jahr wurde Kaiser Houshao hingerichtet. Dass seine Gemahlin Lü ebenfalls hingerichtet worden sei, wird von den Historikern nur angedeutet.